# Die in Your Arms
Pistes de Believe
Fall
(7) Thought of You
(9)
Die in Your Arms est une chanson du chanteur de pop canadien Justin Bieber sortie le 29 mai 2012. 1er single promotionnel de l'album studio Believe (2012), la chanson est produite par Rodney Jerkins, Dennis Aganee Jenkins et Travis Sayles. La chanson sample We've Got a Good Thing Going de Michael Jackson. Le single se classe numéro un en Belgique (Flandre).

## Classement par pays
| Classement (2012)               | Meilleure position |
| ------------------------------- | ------------------ |
| Belgique (Flandre Ultratip 100) | 1                  |
| Belgique (Wallonie Ultratip 50) | 46                 |
| Canada (Hot 100)                | 14                 |
| Irlande (IRMA)                  | 28                 |
| Pays-Bas                        | 41                 |
| Écosse (OCC)                    | 38                 |
| Royaume-Uni (UK Singles Chart)  | 34                 |
| États-Unis (Hot 100)            | 17                 |

## Historique de sortie
| Pays       | Date        | Format                 | Label                          |
| ---------- | ----------- | ---------------------- | ------------------------------ |
| États-Unis | 29 mai 2012 | Téléchargement digital | The Island Def Jam Music Group |